# Помбалино

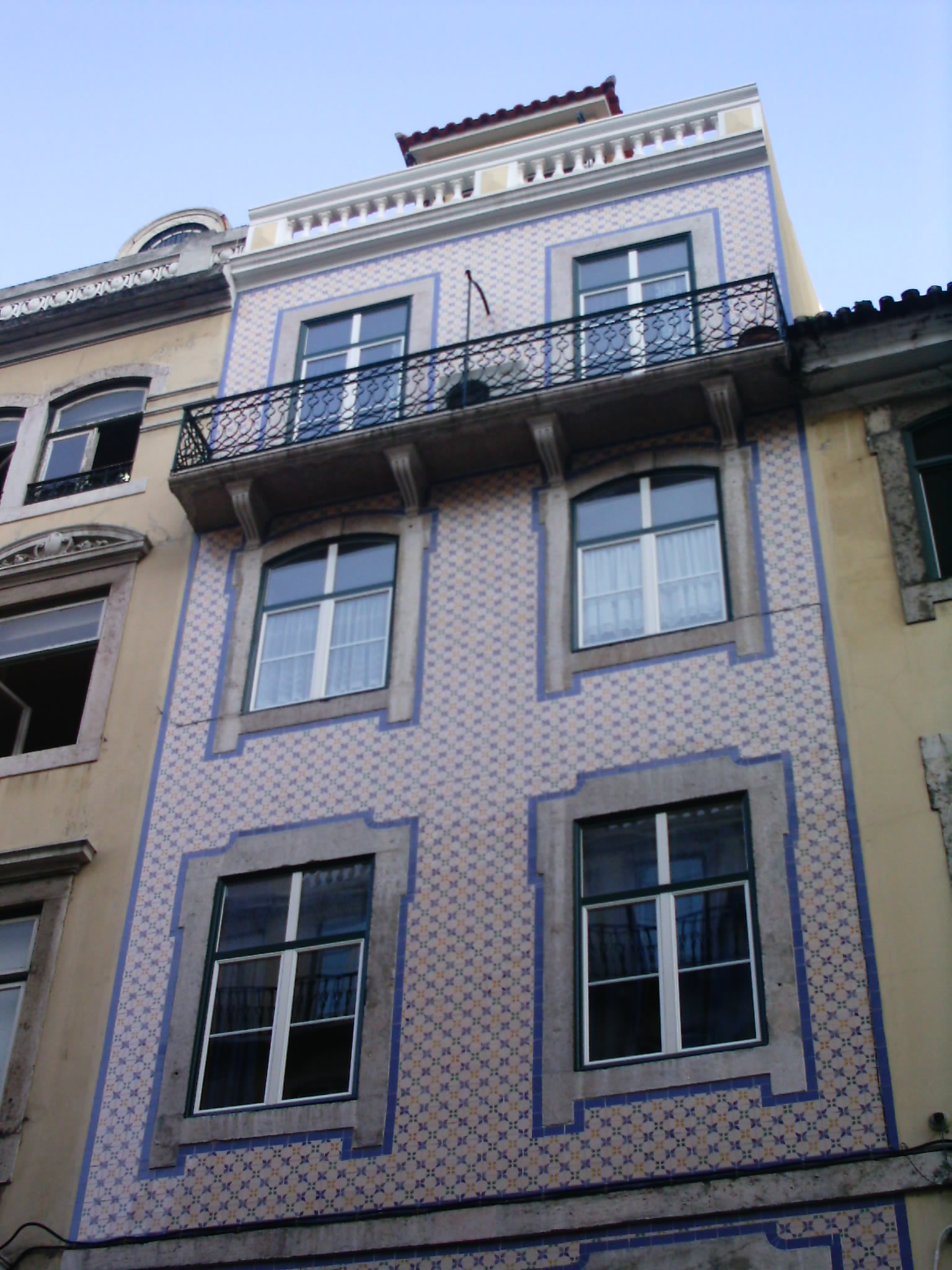
Характерное здание в стиле помбалино в районе Байша Помбалина, Лиссабон

Помбали́но, помбалевский стиль — стиль и период в развитии португальской архитектуры второй половины XVIII века. Назван по имени выдающегося государственного деятеля маркиза Себастьяна Жозе Помбала, который был фактическим правителем Португалии при короле Жозе I (с 1750 по 1777 гг.) и руководил восстановлением страны после разрушительного Лиссабонского землетрясения 1755 года.
Для стиля характерно внимание к дворцовой и садово-парковой архитектуре.
В 1755 году произошло одно из страшнейших землетрясений за всю историю Европы. Его эпицентр находился в океане, в прибрежной зоне Лиссабона, поэтому от этой катастрофы больше всего пострадала португальская столица. Подземные толчки, а позже — пожары, разрушили весь район Байша. Однако не только Лиссабон, но и другие прибрежные города пострадали от землетрясения, поэтому в середине века пришлось заново выстраивать значительную часть страны.
После землетрясения азулежу стали применять по-новому. Городу требовалось много материала для реконструкции, и маркиз Помбал (крупнейший государственный деятель при короле Жозе I) нашёл, что изразец является достаточно дешёвым, прочным и долговечным материалом для отделки домов, что спровоцировало огромный спрос на плитку. Таким образом, изразцы с простыми узорами стали украшать многие дома в лиссабонском районе Байша. Они стали одной из отличительных черт стиля, который, по имени маркиза Помбала, перестроившего город после землетрясения, стали называть стиль помбалино.
После землетрясения, затронувшего всю страну, и больше всего Лиссабон, на фасадах многих домов стали делать изображения святых, которые должны, по мнению жителей, сохранить их от катастроф. Такие изображения, выложенные изразцами, до сих пор можно увидеть на португальских домах.